# 段塔
段塔（だんとう、英: Plate tower, plate column）または棚段塔（tray tower, tray column）は、液相と気相との間での物質の移動が必要な単位操作を行うために使われる化学設備である。言い換えると、特別な気液接触器である。この気液接触器の風変わりな点は、気体が異なる複数の段階を通して液体と接触するということにある。個々の段階は2つの段（plate）によって区切られている（カラムの最上部と最下部の段階を除く）。
段塔の一般的な応用としては、蒸留、気液吸収、液液抽出がある。一般に、段塔は連続操作とバッチ操作の両方に適している。

## 流体動力学

バブルキャップトレイを有する段塔の図解。

液体、気体、または平衡にある気体と液体をカラムに供給することができる。カラム内部では常に2つの相が存在する。1つは気相、1つは液相である。液相は重力によってカラムを下方に流れるのに対して、気相は上方に流れる。これらの2つの相は段の面に拡がる穴、バルブ、またはバブルキャップと対応して接触する。気体はこれらの装置を通してより高い段に移動するのに対して、液体は降水管を通ってより下の段に移動する。
各段において、気体と液体の間では気液接触を通じて成分が交換される。交換の程度は各々に含まれる成分の濃度に応じており、気液平衡に達するまで継続する。液体及び気体は異なる平衡状態にある他の段から供給されるため、複数の段を設けることにより、より濃くなる方向または薄くなる方向に平衡状態を持っていくことを可能としている(蒸留#精留)。
液体はカラムの底部で集められ、再沸器によって蒸発するのに対して、気体はカラムの最上部で集められ、復水器によって液化する。上部および底部で産生される液体および気体は一般に再循環される。
最も単純な場合、1つの供給流と2つの生成物流だけが存在する。分留塔の場合は、多くの生成物流が存在する。